# Донешта (сорт яблук)
Донешта (буравиця) — український сорт яблуні народної селекції, найбільше поширений в Житомирській, Хмельницькій і Київській областях.
Дерево сильноросле, з округлою середньо кроною, зимостійке. Плодоносить переважно на кільчатках. Сорт потребує проріджувальної обрізки та омолодження. Знімання плодів краще проводити в декілька прийомів.Дерева зимостійкі.
Цвіте в середні строки. Найкращі запилювачі — Папіровка, Антонівка, Пепінка золотиста, Боровинка.
Плоди великі (140–160 г), плоско-округлі або округлі, з помітними п'ятьма ребрами, часто несиметричні, блідо-жовті. М'якуш жовтувато-кремовий, середньої щільності, соковитий. Смак хороший або вище середнього. Знімальна стиглість — ІІ декада серпня. Товарність плодів висока.
Стійкість проти парші та борошнистої роси середня.
Дерева дуже довговічні — можуть плодоносити у віці більш як 150 років.